# Langfjorden (Loppa)
 For alternative betydninger, se Langfjorden. (Se også artikler, som begynder med Langfjorden)
Langfjorden (nordsamisk: Stuoravuotna) er en fjord i Loppa kommune i Troms og Finnmark fylke  i Norge. Fjorden har indløb mellem Marøya i vest og Vindholmen i øst, lige syd for bygden Bergsfjord, og går 12 kilometer mod syd til Langfjordhamn i bunden af fjorden. Langfjorden er en fortsættelse af Bergsfjorden, som kommer fra nord, langs østsiden af øen Silda.
Fra Bergsfjord går der færge til Sør-Tverrfjord som ligger på vestsiden lidt længere mod syd . På østsiden af fjorden går fjordarmen Nordre Tverrfjorden mod øst. Længere inde i  fjorden fra Sør-Tverrfjord er der ingen bebyggelse før den vejløse bygd Langfjordhamn inderst i fjorden. Den inderste del af fjorden bliver på samisk kalst Stuoaravuonbahta. 
Øst for den sydlige del af fjorden ligger  gletsjeren Øksfjordjøkelen. Mod sydvest ligger den mindre gletsjer Langfjordjøkelen  der krydses af grænsen til Troms fylke (Kvænangen kommune).